# Pedaliodes albutia
Pedaliodes albutia är en fjärilsart som beskrevs av Otto Thieme 1905. Pedaliodes albutia ingår i släktet Pedaliodes och familjen praktfjärilar. Inga underarter finns listade i Catalogue of Life.